# Ahmadpur (ort i Indien, Västbengalen)
Ahmadpur är en ort i Indien.   Den ligger i distriktet Bīrbhūm och delstaten Västbengalen, i den östra delen av landet, 1 200 km sydost om huvudstaden New Delhi. Ahmadpur ligger 51 meter över havet och antalet invånare är 8 855.
Terrängen runt Ahmadpur är mycket platt. Runt Ahmadpur är det tätbefolkat, med 683 invånare per kvadratkilometer. Närmaste större samhälle är Sainthia, 13,1 km norr om Ahmadpur. Trakten runt Ahmadpur består till största delen av jordbruksmark.